# Garcilassa
Garcilassa é um género botânico pertencente à família Asteraceae.